# Carausius morosus
Carausius morosus (Sinéty, 1901), noto con il nome di insetto stecco, è un insetto dell'ordine dei Fasmoidei.